# Rock Champions (álbum de April Wine)
Rock Champions es el undécimo álbum recopilatorio de la banda de rock canadiense April Wine y fue publicado en el año 2000.

## Lista de canciones
Todas las canciones fueron escritas por Myles Goodwyn, excepto donde se especifique lo contrario.
1. “I Like to Rock” - 4:18
2. “Just Between You and Me” - 3:56
3. “Babes in Arms” - 3:19
4. “Tonite” - 4:04
5. “All Over Town” - 2:59
6. “Say Hello” - 2:59
7. “Too Hot to Handle” - 5:06
8. “Crash and Burn” - 2:35
9. “Caught in the Crossfire” - 3:35
10. “Better Do It Well” - 3:36
11. “Big City Girls” - 3:42
12. “Bad Boys” - 3:12
13. “21st Schizoid Century Man” - (Robert Fripp, Michael Giles, Greg Lake, Ian MacDonald y Peter Sinfield) - 6:25
14. “Wanna Rock” - 2:07

## Formación
- Myles Goodwyn - voz, guitarra y teclados
- Brian Greenway - guitarra y coros.
- Gary Moffet - guitarra y coros
- Steve Lang - bajo y coros
- Jerry Mercer- batería y coros